# Netzform (Verkehrsplanung)
Die Netzform ist ein Fachbegriff der Verkehrsplanung und bezeichnet die Form des Erschließungsnetzes von bebauten Gebieten. Maßgebende Richtlinie für die Verkehrserschließung von Siedlungsgebieten waren in Deutschland bis 2006 die Empfehlungen für die Anlage von Erschließungsstraßen (kurz EAE) von 1985, die 1995 ergänzt wurde. In den seitdem gültigen Richtlinien für die Anlage von Stadtstraßen (RASt 06) hat die Netzgestaltung von Erschließungsstraßen ein geringeres Gewicht.
Da beispielsweise in Deutschland selten neue Städte geplant werden, benötigt man die Netzformen üblicherweise zur Planung von Baugebieten am Rande von bestehenden Städten oder Siedlungen. Die weiter unten genannten Netzformen treten selten in Reinform auf, meistens handelt es sich um Mischformen verschiedener Netztypen. Die Netzformen berücksichtigen neben den Hauptverkehrsstraßen, Sammelstraßen und Anliegerstraßen auch Geh- und Radwege sowie die Erschließung durch den ÖPNV.

## Netzelemente

### Einhangstraßen
Einhangstraßen verbinden Hauptverkehrsstraßen miteinander und erschließen gleichzeitig anliegende Grundstücke. Der durch die Verbindung entstehende Durchgangsverkehr kann nicht verhindert werden. Wird die Verbindung unterbrochen (durch Baustelle oder Verkehrsberuhigung), so entsteht eine Stichstraße.

### Stichstraßen
Sie sind an Hauptverkehrsstraßen angeschlossen, besitzen aber keine Verbindung zu weiteren Hauptverkehrsstraßen und endet in einer Sackgasse. Dadurch wird der Durchfahrtsverkehr ferngehalten und dennoch die Erschließung von Grundstücken ermöglicht. Am Ende der Stichstraße ist eine Wendemöglichkeit für die Fahrzeuge vorzusehen. Problematisch ist die Erschließung mit öffentlichen Verkehrsmitteln, soweit nicht nur durch Bus oder Bahn nutzbare Elemente eingeplant werden, z.b. eine Busschleuse, manchmal auch für den Fuß- oder Radverkehr, wenn die Sackgassen nicht für diese durchlässig gestaltet werden.

### Schleifenstraßen
Schleifenstraßen sind an die gleiche Straße angeschlossen, werden aber auf einem anderen (und eventuell längerem) Weg geführt. Dies ermöglicht eine Umfahrung von verkehrsbelasteten Gebieten, aber auch eine Erschließung ohne Durchfahrtsverkehr hervorzurufen. Die Schleifenstraße hat sowohl verbindende als auch erschließende Funktion.

## Netzformen
Die EAE 85/95 unterscheidet fünf verschiedene Netzformen:

### Rasternetz

Rasternetz

(Siehe auch: Rasternetz in Transportnetzstruktur)
Diese Netzform wirkt wie auf dem Reißbrett gezogen und besitzt eine klare Struktur. Für alle Verkehrsarten fallen kurze Wege an, bei Stauungen kann auf Parallelstraßen ausgewichen werden. Alle Grundstücke sind gut erreichbar und die Knotenpunkte der Straßen eignen sich für die Anlage von Haltestellen des ÖPNV. Die Orientierung innerhalb des Netzes ist einfach. Schwierig ist jedoch die Beeinflussung der Verkehrsströme. Durch die starke Vermaschung kann sich unerwünschter Schleichverkehr bilden, der Stauungen oder Rotphasen an Knotenpunkten ausweicht. Dies hat wiederum zur Folge, dass eigentlich verkehrsberuhigte Straßen häufig als Ausweichstrecke genutzt werden.
Das Rasternetz ist in Europa selten zu finden, da die meisten Städte historisch gewachsen sind und dadurch andere Strukturen besitzen. In jungen Städten, besonders in den Vereinigten Staaten, findet man dagegen häufig diese Erschließungsform.

### Axiales Netz

Axiales Netz

Die Straßenführung des axialen Netzes ist direkt und bietet eine gute Verbindung der Nebenstraßen mit den Hauptstraßen. Der ÖPNV besitzt Haltestellen an den Schnittpunkten der Netzachse mit den Hauptverkehrsstraßen. Das Anlegen von verkehrsberuhigten Bereichen ist möglich, da kein Schleichverkehr zu erwarten ist. Nachteilig wirkt sich die städtebauliche Trennung der Siedlung durch die Achse aus.

### Verästelungsnetz

Verästelungsnetz

Das Verästelungsnetz (auch zangenförmiges Netz) ist weniger in Innenstadtbereichen, dafür aber häufiger an Randgebieten zu finden. Besonders bei neu angelegten Wohn- oder Gewerbegebieten ist diese Form der Erschließung sinnvoll. Der Anschluss an den ÖPNV ist leicht möglich und verkehrsberuhigte Bereiche lassen sich integrieren. Nachteilig wirken sich die langen Wege bis zur Hauptverkehrsstraße aus. An diesem Knotenpunkt kann es zudem leicht zu Stauungen kommen.

### Innenringnetz

Innenringnetz

Das Innenringnetz ist in historisch gewachsenen Städten häufig zu finden. Es bietet eine gute Erschließung für alle Bereiche innerhalb und außerhalb des Rings. Der ÖPNV besitzt Haltestellen direkt im Zentrum des Rings und Ringlinien um das Zentrum herum. Im Inneren des Rings ist die Anlage eines Fußgängerbereichs denkbar.
Ungünstig ist das hohe Verkehrsaufkommen auf dem Ring und an den jeweiligen Knotenpunkten.
Siehe auch: Ringstraße

### Außenringnetz

Außenringnetz

Das Außenringnetz nimmt den Verkehr aus dem Zentrum heraus und ermöglicht primär dem ÖPNV die Erschließung des Zentrums. Diese Netzform ist häufig bei Siedlungen am Rande der Großstadt zu finden (sog. Trabantenstädte), die erst in neuerer Zeit errichtet wurden. Die Erschließung der Grundstücke kann gut verwirklicht werden und die Anlage von verkehrsberuhigten Bereichen ist möglich. Schlecht sind jedoch die langen Wege innerhalb des Rings und vom Zentrum zum Außenring.